# کهنه‌کلباد
کهنه کلباد، روستایی از توابع بخش نوکنده شهرستان بندر گز در استان گلستان ایران است.
این روستا غربی ترین نقطه استان گلستان از لحاظ مختصات جغرافیایی و مسکونی بودن است.
یکی از جاذبه های گردشگری کهنه کلباد، بومگردی حاج عزیز می باشد.

## جمعیت
این روستا در دهستان لیوان قرار دارد و براساس سرشماری مرکز آمار ایران در سال ۱۳۸۵، جمعیت آن ۳۳۹ نفر (۸۴خانوار) بوده‌است.